# Concerto pour piano no 16 de Mozart
Le Concerto pour piano no 16 en ré majeur K. 451 est un concerto pour piano et orchestre de Mozart, composé le 22 mars 1784 à Vienne, alors que le compositeur était âgé de 28 ans.

## Instrumentation
| Instrumentationdu Concerto pour piano no 16 en ré majeur, KV. 451               |
| Clavier                                                                         |
| piano                                                                           |
| Cordes                                                                          |
| premiers violons, seconds violons, altos, violoncelles, contrebasses            |
| Bois                                                                            |
| 1 flûte, 2 hautbois, 2 bassons                                                  |
| Cuivres                                                                         |
| 2 cors en ré (en sol dans l'Andante), 2 trompettes en ré (tacet dans l'Andante) |
| Percussions                                                                     |
| timbales en ré et la (tacet dans l'Andante)                                     |

## Structure
Le concerto comprend 3 mouvements :
1. Allegro assai, en ré majeur, à , cadence à la mesure 317, 325 mesures - partition
2. Andante, en sol majeur, à , 99 mesures - partition
3. RondoAllegro di molto, en ré majeur, à 
 ➜ à 
 à la mesure 315, sections répétées 2 fois : mesures 1 à 8, mesures 9 à 16. Le mouvement comporte 394 mesures - partition

Durée : environ 25 minutes

Introduction de l'Allegro assai (Violon 1) :
Introduction de l'Andante (Violon 1, puis flûte) :
Première reprise du Rondo Allegro di molto (Violons 1 et 2) :